# Palazzo Grima Battifora
Palazzo Grima Battifora è una dimora nobiliare sita a Palermo in via Bandiera, nel Mandamento Castellammare.
Di origine quattrocentesca, ha subito nel corso dei secoli diverse trasformazioni ed è situato nell'odierna via Bandiera, dirimpetto al Palazzo Oneto di Sperlinga. La tradizione vuole vi sia nato il beato Pietro Geremia.
Di proprietà della famiglia Grima, fu acquistato in seguito dal commerciante genovese Antonio Battifora che lo trasformò in un albergo dopo averlo ristrutturato nella seconda metà dell'Ottocento.
Ha subito recenti restauri, come anche alcuni palazzi contigui.